# Делія Сміт
Делія Сміт (англ. Delia Smith; 18 червня 1941, Вокінг, Суррей, Велика Британія) — англійська кулінарка, письменниця й телеведуча. Авторка головних кулінарних бестселерів у Британії (продано понад 18 млн екземплярів книг). Головна акціонерка футбольного клубу Норвіч Сіті спільно з чоловіком, Майклом Вінн-Джонсом.

## Життєпис
Делія народилася в місті Вокінг, в графстві Суррей. Кинувши школу в 16 років, вона працювала перукаркою, потім продавчинею в магазині, в турагенції. У 21 рік влаштувалася в крихітний ресторан, де пройшла шлях від прибиральниці до кухарки. Тоді ж почала вивчати старовинні англійські кулінарні книги зі сховищ Британського музею, тестуючи рецепти з них на сім'ї, в будинку якої в той час жила.
У 1969 році Сміт почала писати для журналу The Daily Mirror, головним редактором якої був Майкл Вінн-Джонс, з яким вона пізніше одружилася. В 1972 році вона відкрила колонку в газеті Evening Standard, вестиме яку ще 12 років. На телебаченні Сміт вперше з'явилася на початку 70-х в якості постійної кухарки передачі каналу BBC East «Look East». Але справжню славу їй принесло кулінарне шоу Family Rare, що йшло в 1973-1975 роках.
Захопившись ідеєю освітніх кулінарних передач, які б навчали готувати з азів, Делія Сміт випустила серію програм на каналі BBC Further Education, підкріплену трьома тематичними кулінарними книгами.
Популярність Делії Сміт така, що рівень продажів будь-яких продуктів або приладів миттєво зростав на 10 % і більше, варто їй згадати їх у своїй передачі. Так було з продажами яєць після першої серії передач Delia's How to Cook (1998), з консервованим м'ясним фаршем в 2008 році, зі сковородами для омлету. «Ефектом Делії» (так назвали цей феномен) тепер називають різке підвищення продажів будь-якого погано продаваного товару після рекомендації шанованої людини.
У 2003 році Делія Сміт оголосила про закінчення телевізійної кар'єри, однак у 2008 році, після довгих переговорів, з'явилася в 6-серійній програмі каналу BBC. Книга, яка вийшла одночасно з програмою, оновлений варіант хіта 1971 року How to Cheat on Cooking, швидко стала бестселером.

## Книги Делії Сміт
- How to Cheat at Cooking (1971)
- Recipes from Country Inns and Restaurants (1973)
- The Evening Standard Cookbook (1974)
- Frugal Food (1976) (Друге видання — 2008)
- Cakes, Bakes & Steaks (1977)
- Delia Smith's Book of Cakes (1977)
- Delia Smith's Cookery Course (3 тома: 1978, 1979 та 1980)
- One is Fun (1986)
- Complete Illustrated Cookery Course (1989)
- Delia Smith's Christmas (1990)
- Delia Smith's Summer Collection (1993)
- Delia Smith's Winter Collection (1995) (книга року в Британії в 1996 році).
- Delia's How to Cook—Book 1 (1998)
- Delia's How to Cook—Book 2 (1999)
- Delia's How to Cook—Book 3 (2001)
- The Delia Collection (2003) (кілька тематичних видань)
- Delia's Kitchen Garden: A Beginners' Guide to Growing and Cooking Fruit and Vegetables (2004)
- The Delia Collection — Puddings (2006)
- Delia's Kitchen Garden (Лютий 2007)
- How to Cheat at Cooking (Лютий 2008)